# Рудольф, Алан
А́лан Ру́долф (англ. Alan Rudolph; р. 1943) — американский кинорежиссёр и сценарист.

## Биография
Родился в семье Оскара Рудольфа (1911—1991), режиссёра и актёра телевидения. Протеже Роберта Олтмена, работал ассистентом режиссёра на его фильмах «Долгое прощание» и «Нэшвилл».

## Фильмография
- 1972 — Предчувствие / Premonition
- 1974 — Сарай живых мертвецов / Nightmare Circus
- 1976 — Добро пожаловать в Лос-Анджелес / Welcome to L.A.
- 1978 — Помни моё имя / Remember My Name
- 1980 — Администратор / Roadie
- 1982 — Исчезающие виды / Endangered Species
- 1983 — Повторная встреча / Return Engagement (док.)
- 1984 — Автор песен / Songwriter
- 1984 — Выбери меня / Choose Me
- 1985 — Умопомрачение / Trouble in Mind
- 1987 — Сделано в раю / Made in Heaven
- 1988 — Модернисты / The Moderns
- 1990 — Любовь крупным планом / Love at Large
- 1991 — Смертельные мысли / Mortal Thoughts
- 1992 — Равноденствие / Equinox
- 1994 — Миссис Паркер и порочный круг / Mrs. Parker and the Vicious Circle
- 1997 — На закате / Afterglow
- 1999 — Завтрак для чемпионов / Breakfast of Champions
- 2000 — Трикси / Imitation of Life
- 2001 — Исследуя секс / Investigating Sex
- 2002 — Тайная жизнь дантистов / The Secret Lives of Dentists